# Lahovice (Libčeves)
Lahovice jsou malá vesnice, část obce Libčeves v okrese Louny. Nachází se asi 2 km na sever od Libčevsi. V roce 2011 zde trvale žilo devět obyvatel.
Lahovice leží v katastrálním území Lahovice u Libčevsi o rozloze 2,73 km².

## Historie
První písemná zmínka o vesnici pochází z roku 1053.

## Obyvatelstvo
Při sčítání lidu v roce 1921 zde žilo 90 obyvatel (z toho 43 mužů), z nichž bylo patnáct Čechoslováků, 74 Němců a jeden cizinec. Až na osm členů církve československé byli římskými katolíky. Podle sčítání lidu z roku 1930 měla vesnice 105 obyvatel: dvacet Čechoslováků, osmdesát Němců a pět cizinců. Většina se hlásila k římskokatolické církvi, ale jeden člověk patřil k církvi československé a pět k jiným nezjišťovaným církvím.
|                                                                        | 1869 | 1880 | 1890 | 1900 | 1910 | 1921 | 1930 | 1950 | 1961 | 1970 | 1980 | 1991 | 2001 | 2011 | 2021 |
| ---------------------------------------------------------------------- | ---- | ---- | ---- | ---- | ---- | ---- | ---- | ---- | ---- | ---- | ---- | ---- | ---- | ---- | ---- |
| Obyvatelé                                                              | 110  | 140  | 119  | 112  | 100  | 90   | 105  | 49   | 46   | 35   | 27   | 23   | 18   | 9    | 12   |
| Domy                                                                   | 23   | 23   | 23   | 23   | 21   | 23   | 21   | 19   | —    | 11   | 6    | 11   | 10   | 11   | 12   |
| Počet domů z roku 1961 je zahrnut v celkovém počtu domů obce Libčeves. |      |      |      |      |      |      |      |      |      |      |      |      |      |      |      |

## Obecní správa
Při sčítání lidu v letech 1869–1921 Lahovice byly osadou obce Libčeves, se kterým patřily nejprve do okresu Teplice, ale v letech 1900–1921 v okrese Duchcov. V roce 1930 byly samostatnou obcí v okrese Duchcov. Od roku 1951 jsou znovu částí obce Libčeves, se kterým patřily nejprve do okresu Bílina, ale v roce 1961 v okrese Louny.

## Pamětihodnosti
- Kostel svatého Jakuba Většího

## Galerie

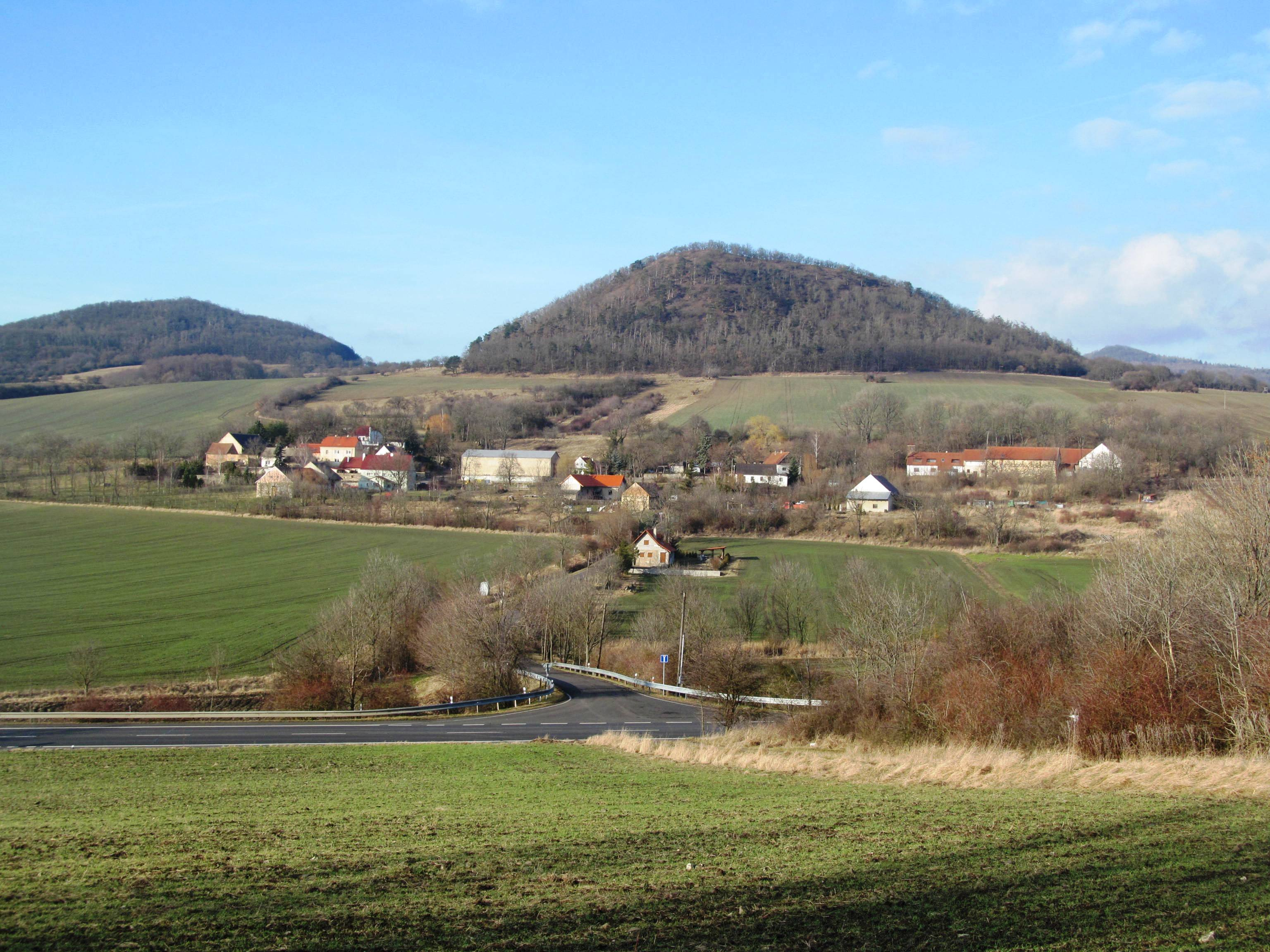
Vesnice od kostela sv. Jakuba
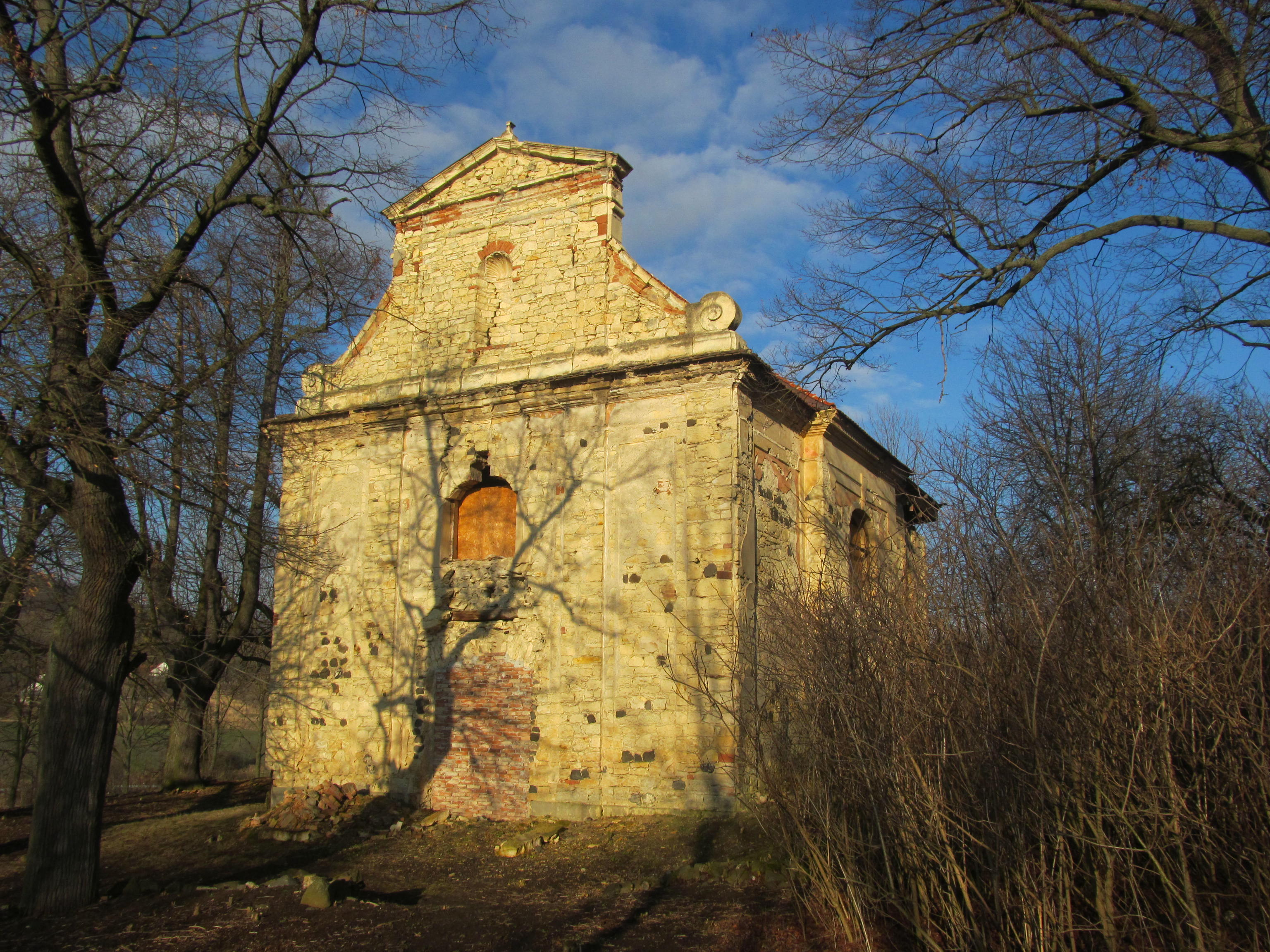
Průčelí kostela sv. Jakuba